# Palazzo Giordani (Cerreto Sannita)

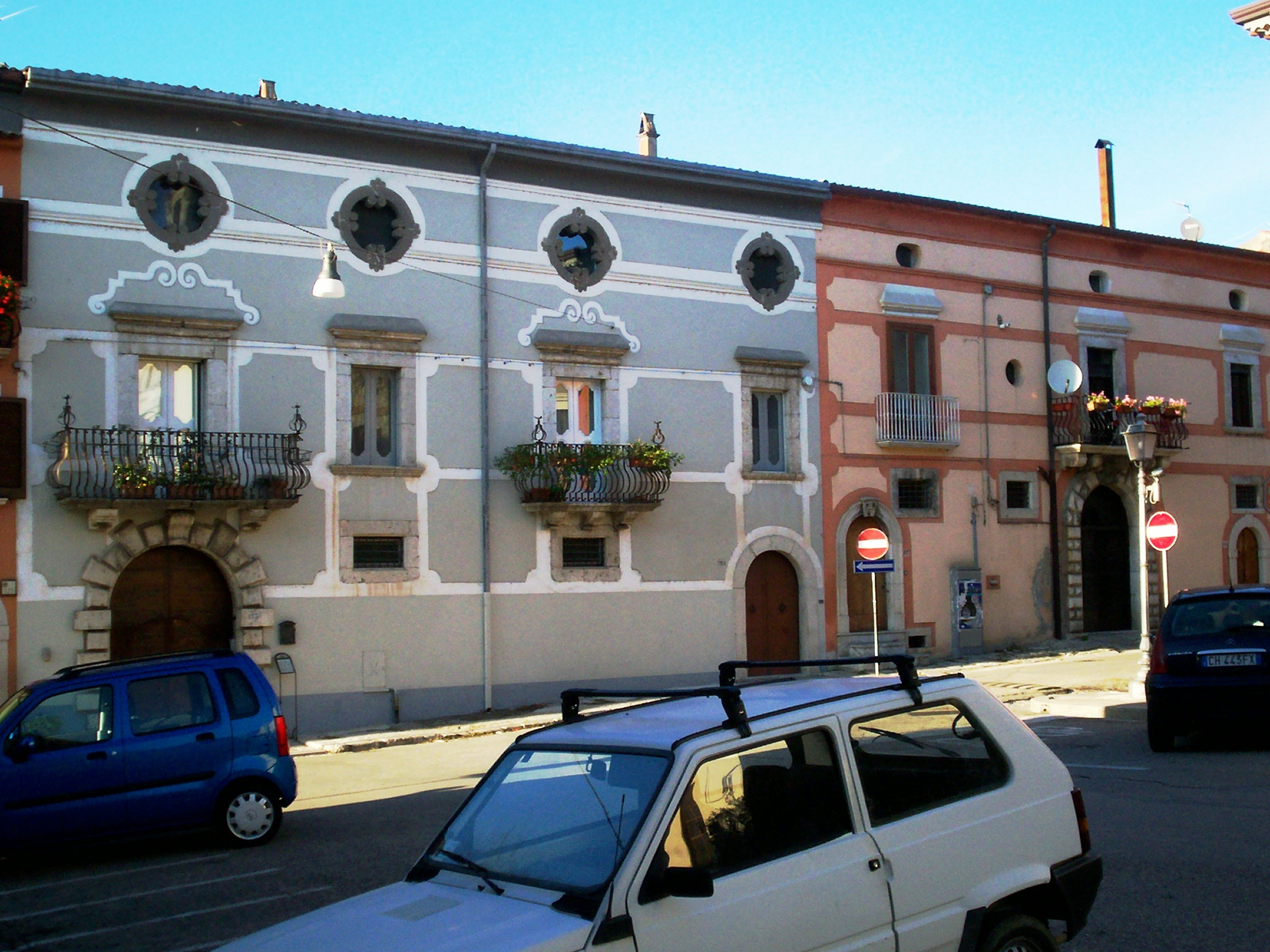
Palazzo Giordani (links) und Palazzo De Nicola (rechts) in Cerreto Sannita

Der Palazzo Giordani ist ein Palast aus dem 17. Jahrhundert in Cerreto Sannita in der italienischen Region Kampanien. Er liegt in der Via Andrea Mazzarelli.

## Geschichte
Den Palast ließ 1695 Francesco Giordani, ein Wollstoffhändler, erbauen.
Heute gehört das Anwesen Dr. Alfonso de Nicola, einem Sozialarzt des SSC Neapel.

## Beschreibung
Das Äußere des Palastes blieb über die Jahrhunderte unverändert und zeigt grobe Verzierungen im Putz, die zusammen mit den Balkonen mit behauenen Katzen aus Stein und bauchigen Eisengeländern mit Fackelhaltern zur Eleganz der Fassade beitragen.
Das Portal, umgeben von einem Kranz aus Bossenwerk sitzt außermittig in der Fassade, weil kurz nach dem Bau des Palastes der linke Flügel verkauft wurde.